# Университет Томаса Эдисона
Университет Томаса Эдисона (англ. Thomas Edison State University) государственный университет в Трентоне, штат Нью-Джерси, США. Университет является одним из 11 старейших государственных высших учебных заведений Нью-Джерси и одной из первых школ в стране, созданных специально для взрослых. Университет Томаса Эдисона предлагает степени на уровне бакалавриата и магистратуры, и почти все его студенты учатся неполный день и онлайн.
Государственный колледж Томаса Эдисона был одобрен Советом по образованию Нью-Джерси в декабре 1971 года и основан 1 июля 1972 года. Школа была названа в честь Томаса Алвы Эдисона, изобретателя, который большую часть своей взрослой жизни прожил в Нью-Джерси и получил энциклопедические знания во многих предметных областях путём самостоятельного изучения. В 2015 году Университет Томаса Эдисона получил статус университета.

## Кампус
Университет Томаса Эдисона переехал в центр Трентона в сентябре 1979 года, в то время как другие учреждения покидали город. Семилетнему университету, который провёл три года в Форрестол-центре за пределами Принстона, нужно было место для роста. В то же время штат искал подходящего арендатора для знакового здания Келси, расположенного рядом с капитолием штата Нью-Джерси и историческим районом капитолия, в то время как город стремился сохранить историческое использование здания в качестве школы. За зданием Келси и прилегающими пятью отреставрированными кирпичными таунхаусами середины XIX века находится ручей Петти, который впадает в реку Делавэр. В начале 1730-х годов Петти приводил в действие гальванический завод, а к середине века приводил в действие сталелитейную печь.
Построенное в 1911 году А. Генри Купером Келси, здание Келси является одной из архитектурных достопримечательностей города. В нём размещались ещё три школы, прежде чем он стал штаб-квартирой Университета Томаса Эдисона. Архитектура здания Келси создана по образцу флорентийского дворца Палаццо Строцци. Основное строение было спроектировано в 1910 году всемирно известным архитектором Кэссом Гильбертом (дизайнером нью-йоркского здания Вулворт-билдинг). В 2011 году здание Келси отметило своё 100-летие.
Кампус университета с годами вырос и в настоящее время включает в себя здание Келси, комплекс таунхаусов, Центр обучения и технологий и особняк Кусера, все на Вест-Стейт-стрит. Академический центр и здание Canal Banks Building расположены на Вест-Ганновер-стрит.
Университет Томаса Эдисона принимал активное участие в восстановлении нескольких исторических зданий в центре Трентона, сохраняя сущность легендарного прошлого города и стимулируя экономическое развитие. В 2013 году Университет объявил о завершении строительства новой симуляционной лаборатории сестринского дела (финансируемой компанией Bristol Myers Squibb), а также планируется открыть образовательный центр сестринского дела площадью 34 360 квадратных футов на месте бывшего жилого комплекса Glen Cairn Arms по адресу: Уэст-Стейт-стрит и Калхун-стрит.

### Произведения искусства в кампусе

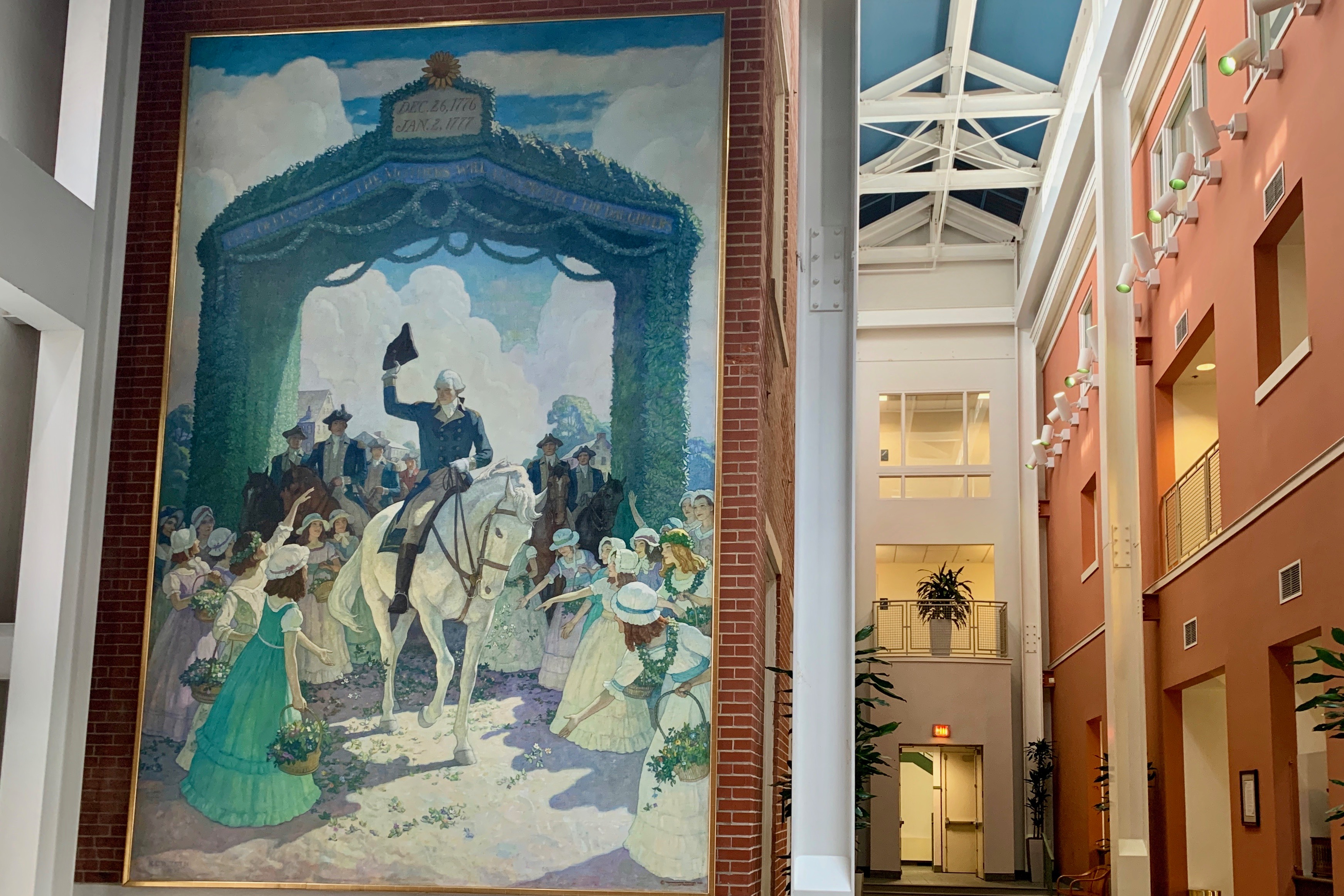
Картина Н. К. Уайета в холле

В Университете находится ряд произведений искусства, в том числе картина Н. К. Уайета под названием «Приём Вашингтона 21 апреля 1789 года в Трентоне по пути в Нью-Йорк, чтобы принять на себя обязанности президента Соединённых Штатов», скульптура «Квантовое кольцо», бронзовая карта Трентона и мемориальные доски в честь Томаса Эдисона. Внутри здания Келси была построена богато украшенная комната в честь Пруденс Таунсенд Келси. Мемориальный зал Пруденс Таунсенд Келси — это постоянное место для выставок фарфора и предметов искусства, которые она и её муж Генри Купер Келси собирали во время своих ежегодных поездок в Европу. Картины, фарфор и бронза представлены на выставке в Мемориальном зале. Большая часть коллекций состоит из сувениров, купленных Келси во время их ежегодных заграничных поездок. Некоторые из предметов, размещённых в комнате, включают фарфоровый флакон в форме спаржи, драгоценную чашку и блюдце Demitasse от Coalport, подвески, вазы и несколько предметов из фарфора и хрусталя из Австрии, Англии, Германии, Франции и Ирландии.
Коллекция Брэдшоу (Джорджа А. Брэдшоу) выставлена в Пруденс-холле здания Келси. В университете часто проводятся экскурсии по этим коллекциям, которые также можно посмотреть по предварительной записи. Офорты Брэдшоу выставлены не только в Университете Томаса Эдисона, но и в постоянных коллекциях Библиотеки Конгресса, Нью-Йоркской публичной библиотеки, Галереи Вандерпола в Чикаго, Ньюаркского музея, Университета Небраски и многих частных коллекциях.
В 2019 году холдинговая компания Wells Fargo подарила Университету Томаса Эдисона картину Уайета, изображающую приём Джорджа Вашингтона в Трентоне, что стало крупнейшим подарком, когда-либо сделанным университету.

## Академическая деятельность
Университет предлагает степени младшего специалиста, бакалавра, магистра и доктора в более чем 100 областях обучения. Эти программы проводятся в пяти школах Университета Томаса Эдисона.
Академические программы учреждения размещены в пяти школах:
- Хивинская школа искусств и наук
- Школа прикладных наук и технологий
- Школа бизнеса и менеджмента
- Школа медсестёр и медицинских профессий У. Кэри Эдвардса
- Школа государственной службы Джона С. Уотсона

### Степени
Университет Томаса Эдисона предлагает степени на уровне бакалавриата, в том числе семь степеней младшего специалиста и 14 степеней бакалавра в более чем 100 основных областях обучения. Университет также предлагает 18 учёных степеней, а также сертификаты бакалавриата, магистратуры и некредитные сертификаты.

### Аккредитация
Университет аккредитован Комиссией Средних штатов по высшему образованию (MSCHE); он был аккредитован MSCHE или её предшественницей с 1977 года. Также аккредитовано несколько программ:
- Программы Школы медсестёр им. У. Кэри Эдвардса в Университете Томаса Эдисона одобрены Советом медсестёр Нью-Джерси, Комиссией по аккредитации медсестёр (ACEN) и Комиссией по университетскому медицинскому образованию[англ.] (CCNE)[26].

- Программа школы «Магистр искусств в области лидерства в образовании» аккредитована Советом по аккредитации педагогического образования (TEAC)[27]. TEAC признан Министерством образования США и Советом по аккредитации высшего образования[англ.][28].

- Программы бакалавриата Университета Томаса Эдисона в области технологий проектирования электронных систем и технологий ядерной энергетики аккредитованы Комиссией по аккредитации инженерных технологий ABET. ABET является специализированным аккредитационным агентством, признанным Советом по аккредитации высшего образования (CHEA)[29].

- Программа младшего специалиста Университета Томаса Эдисона и сертификат бакалавра в области полисомнографии получили первоначальную аккредитацию Комиссии по аккредитации смежных программ санитарного просвещения (CAAHEP). Первоначальный статус аккредитации действителен с 16 марта 2012 года по 31 марта 2017 года[30].

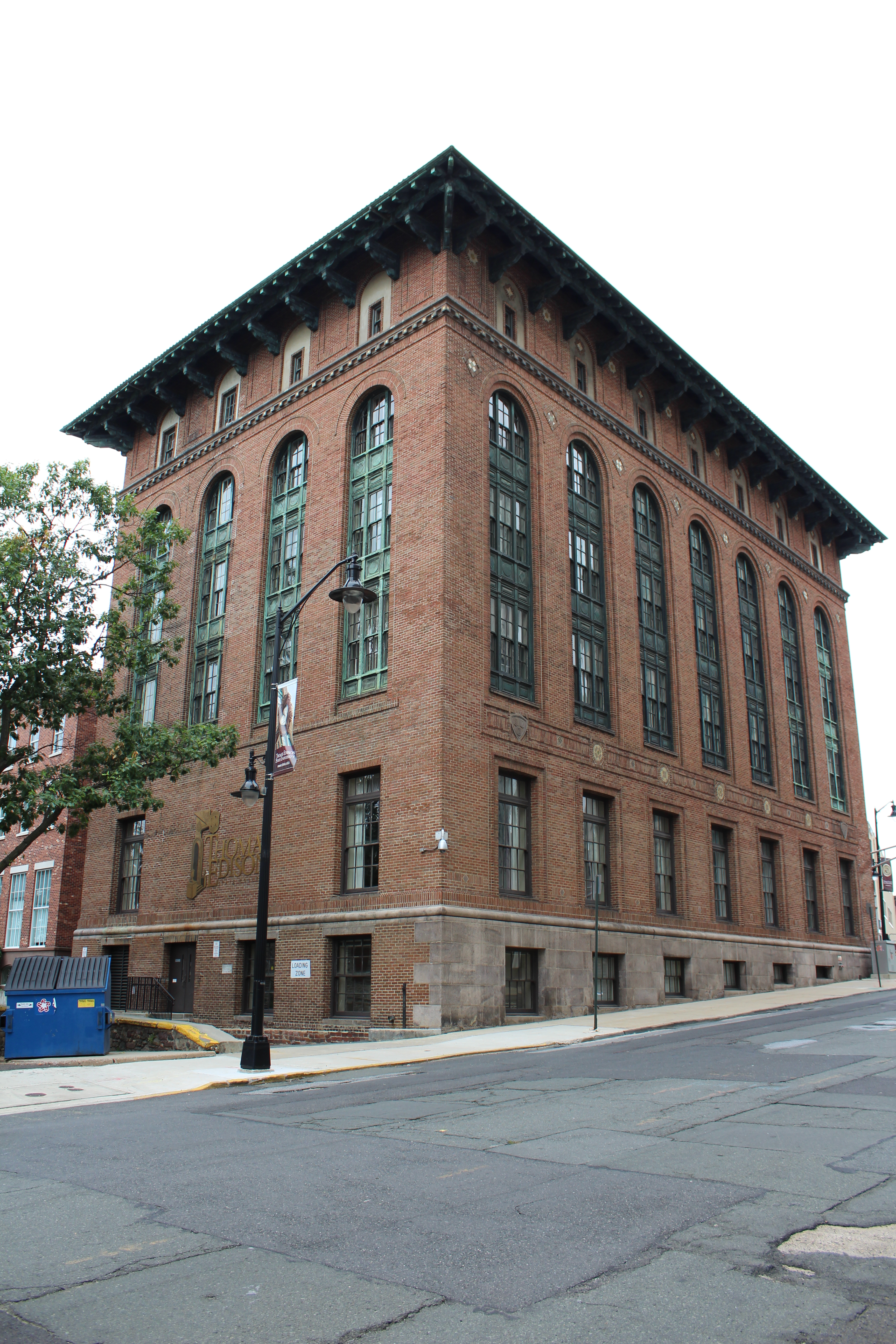
Административное здание Келси.

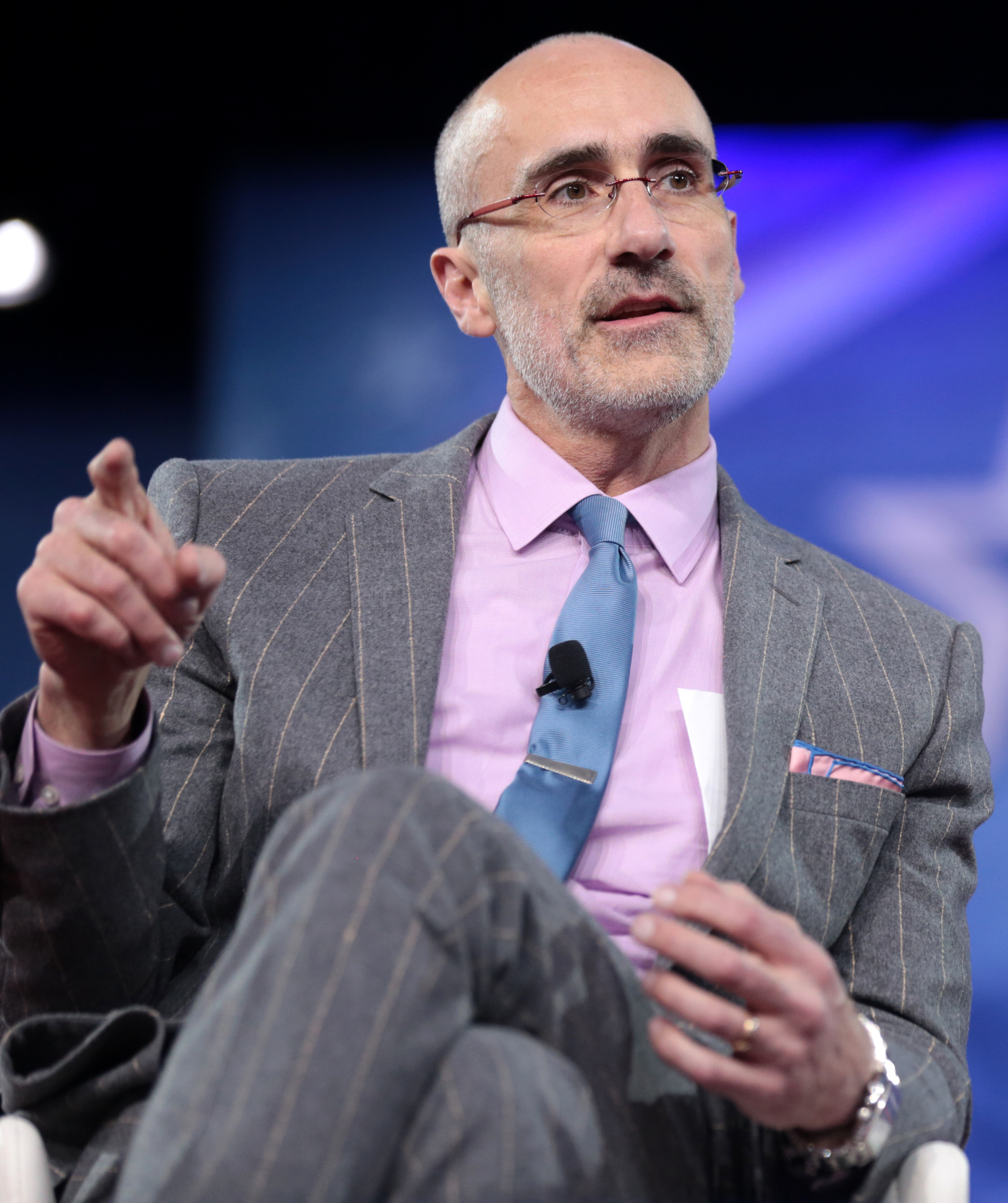
Выпускник Артур Брукс на Консервативной политической конференции 2017 года.

- Программы Школы бизнеса и менеджмента на получение степени бакалавра наук в области делового администрирования, магистра делового администрирования, магистра наук в области управления и магистра наук в области управления персоналом аккредитованы Советом по аккредитации бизнес-школ и программ[англ.] (ACBSP)[31].

## Отзывы и достижения
В 2013 году The New York Times назвала Университет Томаса Эдисона «колледжем, проложившим путь к гибкости».
В 2011 году Университет Томаса Эдисона был выбран Национальной университетской технологической сетью (NUTN) для получения награды за инновации в дистанционном образовании за разработку системы доставки курсов FlashTrack, которая предоставляет студентам целые курсы через флэш-накопитель и не требует постоянного подключения к интернету.
В 2013 году у выпускников Университета был один из самых высоких показателей сдачи экзамена на сертифицированных бухгалтеров в Нью-Джерси, согласно отчёту национальных бухгалтерских советов, и школа была названа лучшей школой для курсантов и ветеранов. Сенатор США Роберт Менендес также объявил, что Университет Томаса Эдисона получает грант в размере 320 000 долларов США от Управления экономического развития Министерства торговли для разработки региональной комплексной стратегии экономического развития для 19 густонаселённых муниципалитетов в Северном и Центральном Нью-Джерси.

## Известные выпускники
У Университета более 50 000 выпускников по всему миру. К числу известных выпускников относятся:
- Артур Брукс[англ.] (род. 1964), профессор Гарвардского университета, экономист, президент Американского института предпринимательства[38]
- Бонни Уотсон Коулмэн[англ.] (род. 1945), член Конгресса США[39]
- Майк Дэвис[англ.] (род. 1960), главный тренер мужской баскетбольной команды Техасского южного университета[англ.]
- Гэри Хивин[англ.] (род. 1955), основатель и генеральный директор Curves International[40]
- Стивен Л. Герман[англ.], руководитель бюро Южной Азии и теле- и радиокорреспондент Voice of America[41]
- Джим Харрингтон[англ.] (род. 1948), радиоведущий[42]
- Брайан М. Хьюз, действующий руководитель округа Мерсер в Нью-Джерси[43]
- Дэниел Кнудсен[англ.], актёр и режиссёр[44]
- Стив Левикофф[англ.], писатель
- Том Луна[англ.], суперинтендант общественного образования Айдахо
- Радж Мукерджи[англ.], член Законодательного собрания штата Нью-Джерси
- Эдвин Муньис M.D., PhD и Ed.D., аэрокосмический физиолог[англ.][45][46]
- Майкл Рейнольдс[англ.], астроном, бывший преподаватель Колледжа штата Флорида в Джексонвилле[англ.].
- Кристина Сиско[англ.], актриса[47]
- Айзек Райт[англ.] (род. 1962), адвокат